# アッ・サラーイ・ル・ハムラ城

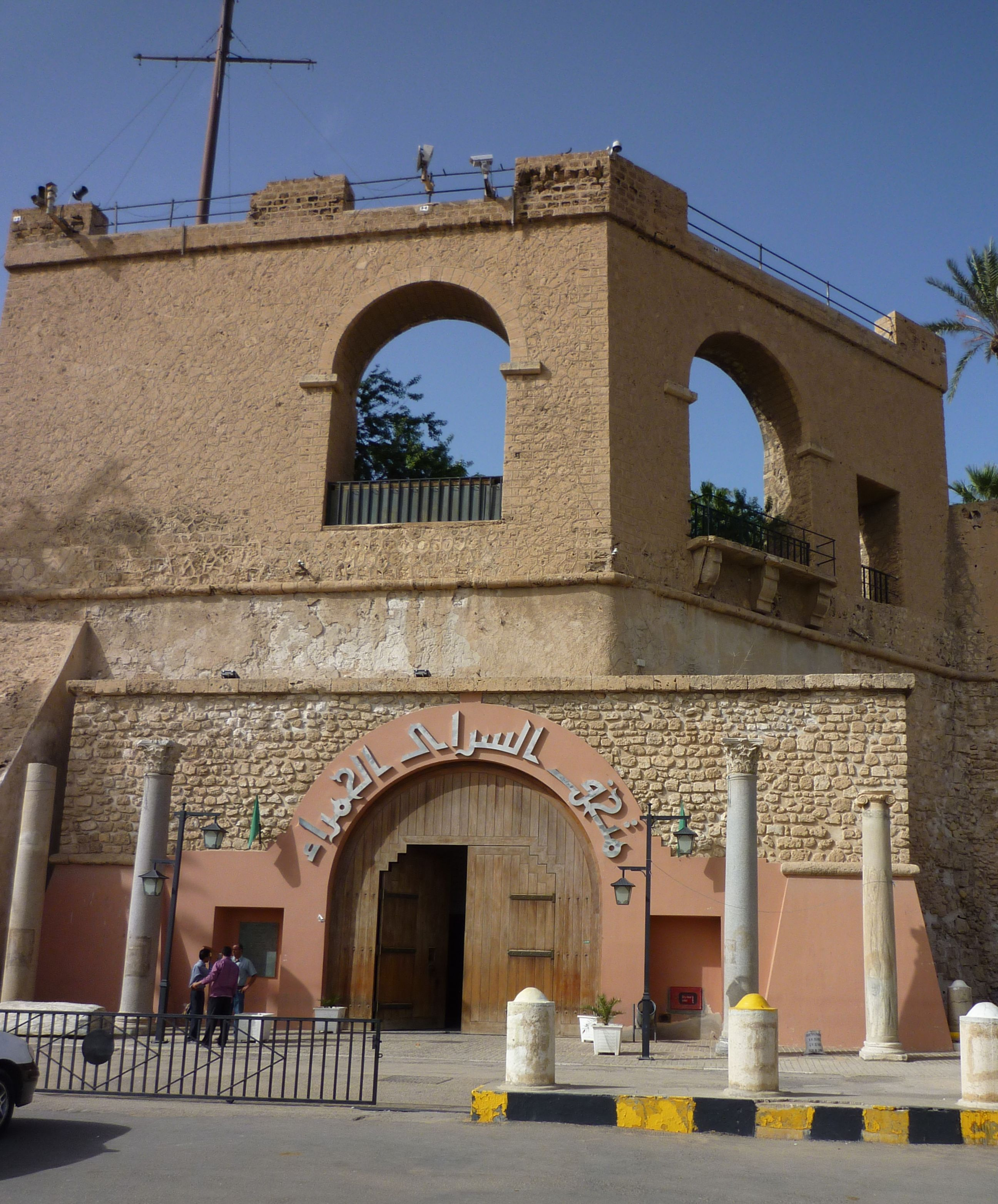
アッ・サラーイ・ル・ハムラ城

アッ・サラーイ・ル・ハムラ城（Al-Saraya al-Hamra）は、リビアのトリポリにある城。ハムラはアラビア語で『赤い』の意であり、文字通り外壁は赤く塗られている。
古代ローマ時代の紀元前2世紀ごろこの場所に建てられた公衆浴場を元に、644年にアラブ人の手によって要塞が作られた。
16世紀の初頭には聖ヨハネ騎士団らの勢力により城壁や物見塔が増築され、城名の由来となる赤い城壁ができたのもこのときである。オスマン帝国下のカラマンリー朝時代には城内に造幣所、裁判所、商店、刑務所などの施設が作られている。
現在城内は一般公開されていないものの、一部はジャマヒリーヤ博物館として入場が可能。